# MLS Cup 2005

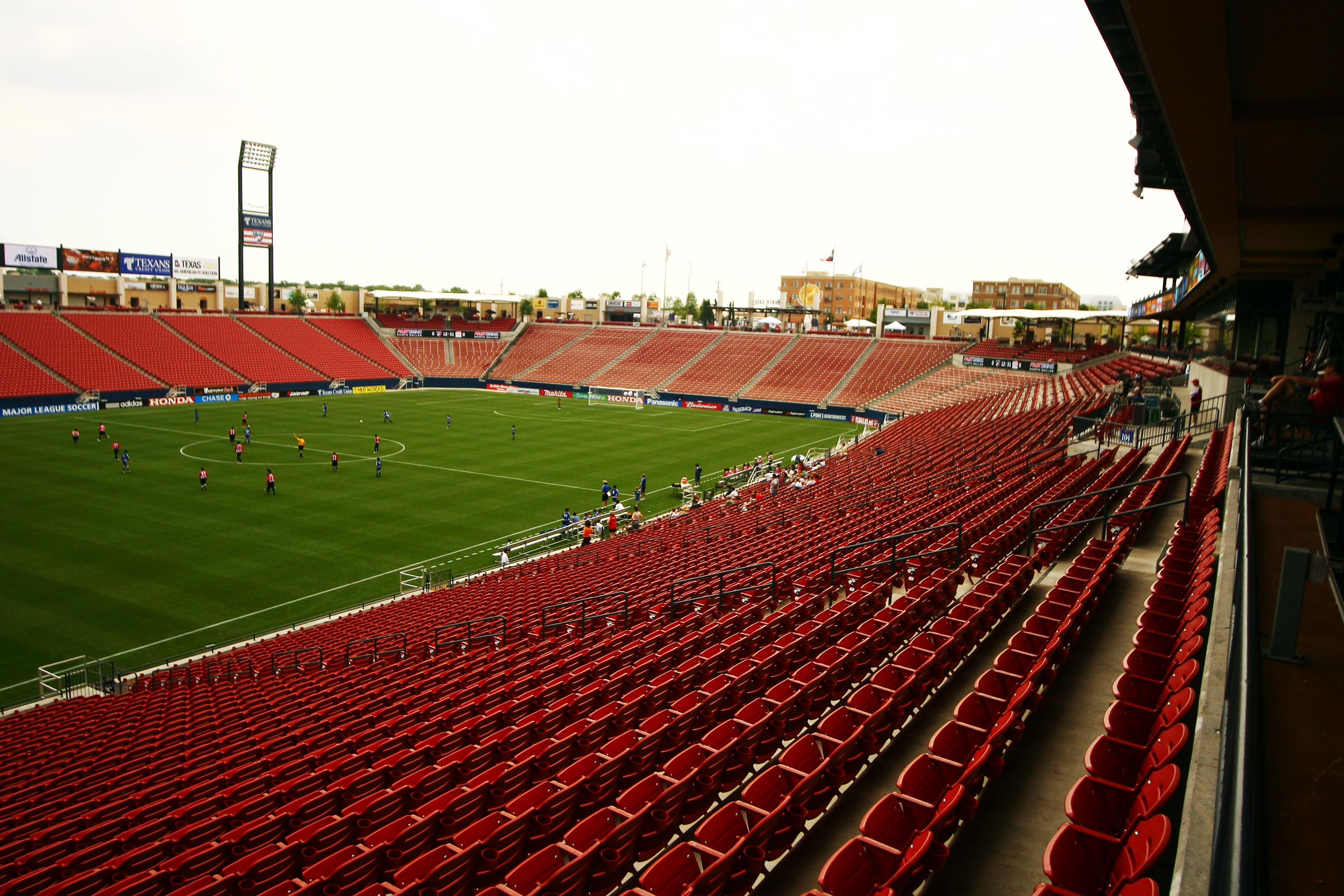
Pizza Hut Park, sede de la final.

La MLS Cup 2005 fue la décima edición de la final de la MLS Cup de la Major League Soccer de los Estados Unidos. Se jugó en el Pizza Hut Park en Frisco, Texas el 13 de noviembre.
Los Angeles Galaxy se coronaron campeones tras derrotar a New England Revolution por 1-0 con gol de Guillermo Ramírez en tiempo extra y obteniendo así su segunda MLS Cup en su historia.

## Llave
| New England Revolution 0 | Los Angeles Galaxy 1 |

## El Partido
| 18 | POR | Matt Reis         |      |
| 3  | DEF | Jay Heaps         |      |
| 22 | DEF | Michael Parkhurst |      |
| 27 | DEF | Joe Franchino     |      |
| 6  | DEF | James Riley       | 107' |
| 20 | MED | Clint Dempsey     |      |
| 11 | MED | Daniel Hernandez  | 90'  |
| 25 | MED | Shalrie Joseph    |      |
| 4  | MED | Steve Ralston     |      |
| 14 | DEL | Taylor Twellman   |      |
| 9  | DEL | Pat Noonan        | 64'  |
| DT | DT  | Steve Nicol       |      |

| 1  | POR | Kevin Hartman   |      |
| 6  | DEF | Chris Albright  |      |
| 14 | DEF | Ugo Ihemelu     |      |
| 3  | DEF | Tyrone Marshall |      |
| 5  | DEF | Tod Dunivant    |      |
| 18 | MED | Cobi Jones      | 109' |
| 13 | MED | Paulo Nagamura  |      |
| 2  | MED | Peter Vermes    |      |
| 20 | MED | Ned Grabavoy    | 66'  |
| 10 | DEL | Landon Donovan  |      |
| 16 | DEL | Hérculez Gómez  | 119' |
| DT | DT  | Steve Sampson   |      |

| 15 | MED | José Cancela | 64'  |
| 21 | MED | Andy Dorman  | 90'  |
| 10 | DEL | Ryan Latham  | 107' |

| 19 | MED | Guillermo Ramírez    | 66'  |
| 9  | DEL | Ednaldo da Conceição | 109' |
| 12 | DEL | Alan Gordon          | 119' |

|  |

| Anotado | 107' | Guillermo Ramírez |

| Amonestado | 15' | Daniel Hernandez |
| Amonestado | 22' | Joe Franchino    |
| Amonestado | 37' | Shalrie Joseph   |
| Amonestado | 54' | James Riley      |
| Amonestado | 76' | Jay Heaps        |

| Amonestado | 33' | Tod Dunivant    |
| Amonestado | 56' | Paulo Nagamura  |
| Amonestado | 69' | Tyrone Marshall |
| Amonestado | 78' | Hérculez Gómez  |
| Amonestado | 81' | Chris Albright  |

| Árbitro             | Kevin Stott        |
| Árbitros asistentes | Chris Strickland   |
| Árbitros asistentes | Greg Barkey        |
| Cuarto árbitro      | Ricardo Valenzuela |

| 18 | POR | Matt Reis         |      |
| 3  | DEF | Jay Heaps         |      |
| 22 | DEF | Michael Parkhurst |      |
| 27 | DEF | Joe Franchino     |      |
| 6  | DEF | James Riley       | 107' |
| 20 | MED | Clint Dempsey     |      |
| 11 | MED | Daniel Hernandez  | 90'  |
| 25 | MED | Shalrie Joseph    |      |
| 4  | MED | Steve Ralston     |      |
| 14 | DEL | Taylor Twellman   |      |
| 9  | DEL | Pat Noonan        | 64'  |
| DT | DT  | Steve Nicol       |      |

| 1  | POR | Kevin Hartman   |      |
| 6  | DEF | Chris Albright  |      |
| 14 | DEF | Ugo Ihemelu     |      |
| 3  | DEF | Tyrone Marshall |      |
| 5  | DEF | Tod Dunivant    |      |
| 18 | MED | Cobi Jones      | 109' |
| 13 | MED | Paulo Nagamura  |      |
| 2  | MED | Peter Vermes    |      |
| 20 | MED | Ned Grabavoy    | 66'  |
| 10 | DEL | Landon Donovan  |      |
| 16 | DEL | Hérculez Gómez  | 119' |
| DT | DT  | Steve Sampson   |      |

| 15 | MED | José Cancela | 64'  |
| 21 | MED | Andy Dorman  | 90'  |
| 10 | DEL | Ryan Latham  | 107' |

| 19 | MED | Guillermo Ramírez    | 66'  |
| 9  | DEL | Ednaldo da Conceição | 109' |
| 12 | DEL | Alan Gordon          | 119' |

|  |

| Anotado | 107' | Guillermo Ramírez |

| Amonestado | 15' | Daniel Hernandez |
| Amonestado | 22' | Joe Franchino    |
| Amonestado | 37' | Shalrie Joseph   |
| Amonestado | 54' | James Riley      |
| Amonestado | 76' | Jay Heaps        |

| Amonestado | 33' | Tod Dunivant    |
| Amonestado | 56' | Paulo Nagamura  |
| Amonestado | 69' | Tyrone Marshall |
| Amonestado | 78' | Hérculez Gómez  |
| Amonestado | 81' | Chris Albright  |

| Árbitro             | Kevin Stott        |
| Árbitros asistentes | Chris Strickland   |
| Árbitros asistentes | Greg Barkey        |
| Cuarto árbitro      | Ricardo Valenzuela |

|                                       |
|                                       |
| Campeón Los Angeles Galaxy 2.° título |